# Districtul Chemini
Chemini este un district din provincia Béjaïa, Algeria.